# Saint-Ouen-des-Champs
Saint-Ouen-des-Champs är en kommun i departementet Eure i regionen Normandie i norra Frankrike. Kommunen ligger i kantonen Quillebeuf-sur-Seine som tillhör arrondissementet Bernay. År 2018 hade Saint-Ouen-des-Champs 301 invånare.

## Befolkningsutveckling
Antalet invånare i kommunen Saint-Ouen-des-Champs
Referens:INSEE